# Словацький союз льодового хокею
Словацький союз льодового хокею (словац. Slovenský zväz ľadového hokeja, SZĽH) — організація, яка займається проведенням на території Словаччини змагань з хокею із шайбою. Утворена у 1991 році, член ІІХФ з 2 лютого 1993 року. У країні понад 8,671 гравців (близько 2500 з них — дорослі), 42 Палаци спорту та 24 відкриті майданчики зі штучним льодом. Найбільші палаци спорту: у Кошицях («Стіл Арена») — 8,300 місць, Зволені — 6,390, Жиліні — 6,328, Тренчині — 6,150. Офіс федерації — у Братиславі.

## Історія
Створений 29 грудня 1929 року і входив до Чехословацької федерації канадського хокею. У 1991 році був створений Словацький союз льодового хокею. 2 лютого 1993 року став членом Міжнародної федерації хокею із шайбою.
Союз об'єднує 70 клубів, 8,671 гравців (близько 2500 з них — дорослі), 1,655 тренерів (192 з ліцензією «А», 462 — «В» і 1011 — «C») та 404 суддів.
У 2002 році за підтримки меценатів та уряду Словацький союз льодового хокею заснував Залу слави словацького хокею.

## Турніри
Союз опікується 45 хокейними школами для дітей і 21 середньо-спеціалізованими школами з хокейним ухилом та всіма хокейними турнірами в країні (від професійних до аматорських регіональних)
- Словацька Екстраліга — 10 команд проводять 4-ох коловий турнір та іграми плей-оф.
- 1-а хокейна ліга Словаччини — 16 команд (8 у групі «схід», у групі «захід») проводять 4-ох коловий турнір та іграми плей-оф на право підвищення в класі.
- 2-а старша ліга Словаччини — 14 команд в 2 або 3 регіональних групах проводять 4-ох коловий турнір та іграми плей-оф на право підвищення у класі.
- 1-а Жіноча хокейна ліга Словаччини — 8 команд проводять 4-ох коловий турнір та іграми плей-оф.
- Словнафт Екстраліга (U20) — 14 команд
- 1-а хокейна ліга (U20) — 12 команд
- Екстраліга (U18) — 16 команд
- 1-а хокейна ліга (U18) — 20 команд
- Місцеві аматорські шкільні ліги — 120 команд

Чемпіонат Словаччини проводиться з 1993 року. У чемпіонатах Словаччини виступає від 10 до 12 клубів. Чемпіони: «Дукла» (Тренчин) — 1994, 1997 і 2004, «Кошиці» — 1995, 1996, 1999, 2009 і 2010, «Слован» (Братислава) — 1998, 2000, 2002, 2003, 2005, 2007, 2008 і 2012, ХКМ «Зволен» — 2001, МсХК «Жиліна» — 2006.

## Гравці та національна збірна
Збірна Словаччини перший міжнародний матч провела 1 лютого 1940 року зі збірною Богемії і Моравії (0:12). Найкраще досягнення команди на чемпіонатах світу — чемпіон світу у 2002 році. Найкращий результат на зимових Олімпійських іграх — 4-е місце у 2010 році.
Найсильніші гравці Словаччини різних років:
- воротарі: Едуард Гартманн, Яромір Драган, Ігор Мурін, Павол Рибар, Мірослав Шимонович;
- захисники: Ян Варголик, Станіслав Медржик, Любомір Секераш, Мірослав Марцінко, Маріан Смерчяк, Станіслав Ясечко, Роберт Швегла, Славомір Воробель, Любомір Вішньовски, Іван Дроппа, Ріхард Шмеглик, Роберт Пукалович, Єргуш Бача;
- нападники: Мірослав Шатан, Браніслав Янош, Любомір Рибович, Рене Пухер, Петер Пухер, Петер Штястний, Властіміл Плавуха, Йозеф Даньо, Роман Контшек, Ото Гашчак, Любомір Колник, Петер Бондра, Здено Цігер, Роберт Петровіцки, Мірослав Ігначак, Павол Демітра, Жигмунд Палффі, Ян Пардави, Йозеф Штумпел, Роман Стантьєн, Ріхард Зедник.